# First Division 1985-1986
La First Division 1985-1986 fu l'87ª edizione della massima serie del campionato inglese di calcio, tenutosi dal 17 agosto 1985 al 5 maggio 1986 e concluso con la vittoria del Liverpool, al suo sedicesimo titolo.
Capocannoniere del torneo fu Gary Lineker (Everton) con 30 reti.

## Stagione

### Novità
Al posto delle retrocesse Norwich City, Sunderland e Stoke City sono saliti dalla Second Division l'Oxford Utd (al suo debutto in First Division), il Birmingham City e il Manchester City.

### Avvenimenti
L'inizio del girone di andata vide l'ascesa del Manchester Utd, che vinse le prime dieci gare e rimase imbattuto per altre cinque giornate con il Liverpool, principale inseguitore, distanziato di dieci punti. Approfittando di un calo di rendimento dei Red Devils nelle giornate successive, i Reds recuperarono il distacco portandosi a -2 dalla vetta e concludendo il girone di andata a -5 dai rivali, a pari merito con un West Ham Utd in rimonta dopo una partenza lenta.
Nelle prime giornate del girone di ritorno il Manchester United si confermò in vetta approfittando delle prestazioni alterne delle inseguitrici finché, in seguito a due sconfitte consecutive contro il Nottingham Forest il West Ham Utd, persero il comando della classifica in favore del Chelsea, a sua volta sorpassato dopo tre giornate dall'Everton, fino ad allora rimasto a ridosso delle inseguitrici e definitivamente uscito dal guscio dopo aver vinto il derby cittadino con il Liverpool. Proprio nelle giornate successive a questa sconfitta, i Reds inanellarono una serie di vittorie consecutive che permisero l'aggancio dei Toffees. Con il declino del Manchester Utd il campionato divenne una lotta fra le due squadre di Liverpool con l'Everton che, in seguito a un pareggio dei Reds a Sheffield, si portò al comando solitario a sette giornate dal termine. Il Liverpool rispose vincendo tutte le gare rimanenti, riagganciando l'Everton e superandolo definitivamente al penultimo turno.
Oltre a ratificare la vittoria del diciottesimo titolo da parte dei Reds, l'ultima giornata fu decisiva in chiave salvezza: vincendo in casa con il Newcastle Utd, il Leicester City sorpassò l'Ipswich Town sconfitto a Sheffield, raggiungendo l'ultimo posto utile per la salvezza. I Tractor Boys accompagnarono nella caduta in Second Division il West Bromwich, rimasto sul fondo sin dall'inizio del campionato, e il Birmingham City, calato dopo un avvio che l'aveva portato fino a metà classifica.

## Squadre partecipanti
| Club              | Stagione | Città               | Stadio            | Stagione precedente                   |
| ----------------- | -------- | ------------------- | ----------------- | ------------------------------------- |
| Arsenal           | dettagli | Londra              | Arsenal Stadium   | 7º posto in First Division            |
| Aston Villa       | dettagli | Birmingham          | Villa Park        | 10º posto in First Division           |
| Birmingham City   | dettagli | Birmingham          | St Andrew's       | 2º posto in Second Division, promosso |
| Chelsea           | dettagli | Londra              | Stamford Bridge   | 6º posto in First Division            |
| Coventry City     | dettagli | Coventry            | Highfield Road    | 18º posto in First Division           |
| Everton           | dettagli | Liverpool           | Goodison Park     | 1º posto in First Division            |
| Ipswich Town      | dettagli | Ipswich             | Portman Road      | 17º posto in First Division           |
| Leicester City    | dettagli | Leicester           | Filbert Street    | 15º posto in First Division           |
| Liverpool         | dettagli | Liverpool           | Anfield           | 2º posto in First Division            |
| Luton Town        | dettagli | Luton               | Kenilworth Road   | 13º posto in First Division           |
| Manchester City   | dettagli | Manchester          | Maine Road        | 3º posto in Second Division, promosso |
| Manchester Utd    | dettagli | Manchester          | Old Trafford      | 4º posto in First Division            |
| Newcastle Utd     | dettagli | Newcastle upon Tyne | St James' Park    | 14º posto in First Division           |
| Nottingham Forest | dettagli | Nottingham          | City Ground       | 9º posto in First Division            |
| Oxford Utd        | dettagli | Oxford              | Manor Ground      | 1º posto in Second Division, promosso |
| QPR               | dettagli | Londra              | Loftus Road       | 19º posto in First Division           |
| Sheffield Weds    | dettagli | Sheffield           | Hillsborough Park | 8º posto in First Division            |
| Southampton       | dettagli | Southampton         | The Dell          | 5º posto in First Division            |
| Tottenham         | dettagli | Londra              | White Hart Lane   | 3º posto in First Division            |
| Watford           | dettagli | Watford             | Vicarage Road     | 11º posto in First Division           |
| West Bromwich     | dettagli | West Bromwich       | The Hawthorns     | 12º posto in First Division           |
| West Ham Utd      | dettagli | Londra              | Boleyn Ground     | 16º posto in First Division           |

## Allenatori e primatisti
| Squadra           | Allenatore                                                          | Calciatore più presente                          | Cannoniere                       |
| ----------------- | ------------------------------------------------------------------- | ------------------------------------------------ | -------------------------------- |
| Arsenal           | Don Howe (1ª-34ª) Steve Burtenshaw (34ª-42ª)                        | Kenny Sansom (42)                                | Tony Woodcock (11)               |
| Aston Villa       | Graham Turner                                                       | Mark Walters (40)                                | Mark Walters Simon Stainrod (10) |
| Birmingham City   | Ron Saunders (1ª-26ª) Keith Leonard (27ª) John Bond (28ª-42ª)       | David Seaman (42)                                | David Geddis Andrew Kennedy (6)  |
| Chelsea           | John Hollins                                                        | Joe McLaughlin Pat Nevin (40)                    | Kerry Dixon David Speedie (14)   |
| Coventry City     | Don Mackay                                                          | Steve Ogrizovic (42)                             | Brian Kilcline (7)               |
| Everton           | Howard Kendall                                                      | Gary Lineker Trevor Steven Gary Stevens (41)     | Gary Lineker (30)                |
| Ipswich Town      | Bobby Ferguson                                                      | Ian Cranson (42)                                 | Kevin Wilson (7)                 |
| Leicester City    | Gordon Milne                                                        | John O'Neill (41)                                | Alan Martin Smith (19)           |
| Liverpool         | Kenny Dalglish                                                      | Bruce Grobbelaar (42)                            | Ian Rush (23)                    |
| Luton Town        | David Pleat                                                         | Mal Donaghy (42)                                 | Mick Harford (22)                |
| Manchester City   | Billy McNeill                                                       | Mark Lillis David Phillips (39)                  | Mark Lillis (11)                 |
| Manchester Utd    | Ron Atkinson                                                        | Frank Stapleton (41)                             | Mark Hughes (17)                 |
| Newcastle Utd     | Willie McFaul                                                       | Peter Beardsley Glenn Roeder (42)                | Peter Beardsley (19)             |
| Nottingham Forest | Brian Clough                                                        | Nigel Clough John Metgod Des Walker (39)         | Nigel Clough (15)                |
| Oxford Utd        | Maurice Evans                                                       | Malcolm Shotton (42)                             | John Aldridge (23)               |
| QPR               | Jim Smith                                                           | Ian Dawes Alan McDonald (42)                     | Gary Bannister (16)              |
| Sheffield Weds    | Howard Wilkinson                                                    | Martin Hodge (42)                                | Brian Marwood (13)               |
| Southampton       | Chris Nicholl                                                       | David Armstrong (41)                             | David Armstrong (10)             |
| Tottenham         | Peter Shreeves                                                      | Ray Clemence (42)                                | Mark Falco (18)                  |
| Watford           | Graham Taylor                                                       | Kenny Jackett Brian Talbot Steve Terry (41)      | Colin West (13)                  |
| West Bromwich     | Johnny Giles (1ª-10ª) Nobby Stiles (10ª-28ª) Ron Saunders (29ª-42ª) | Derek Statham (37)                               | Imre Váradi (9)                  |
| West Ham Utd      | John Lyall                                                          | Tony Cottee Tony Gale Phil Parkes Mark Ward (42) | Frank McAvennie (26)             |

## Classifica finale
|        | Pos. | Squadra           | Pt | G  | V  | N  | P  | GF | GS | DR  |
| ------ | ---- | ----------------- | -- | -- | -- | -- | -- | -- | -- | --- |
|        | 1.   | Liverpool         | 88 | 42 | 26 | 10 | 6  | 89 | 37 | +52 |
| [ 26 ] | 2.   | Everton           | 86 | 42 | 26 | 8  | 8  | 87 | 41 | +46 |
|        | 3.   | West Ham Utd      | 84 | 42 | 26 | 6  | 10 | 74 | 40 | +34 |
|        | 4.   | Manchester Utd    | 76 | 42 | 22 | 10 | 10 | 70 | 36 | +34 |
|        | 5.   | Sheffield Weds    | 73 | 42 | 21 | 10 | 11 | 63 | 54 | +9  |
|        | 6.   | Chelsea           | 71 | 42 | 20 | 11 | 11 | 57 | 56 | +1  |
|        | 7.   | Arsenal           | 69 | 42 | 20 | 9  | 13 | 49 | 47 | +2  |
|        | 8.   | Nottingham Forest | 68 | 42 | 19 | 11 | 12 | 69 | 53 | +16 |
|        | 9.   | Luton Town        | 66 | 42 | 18 | 12 | 12 | 61 | 44 | +17 |
|        | 10.  | Tottenham         | 65 | 42 | 19 | 8  | 15 | 74 | 52 | +22 |
|        | 11.  | Newcastle Utd     | 63 | 42 | 17 | 12 | 13 | 67 | 72 | -5  |
|        | 12.  | Watford           | 59 | 42 | 16 | 11 | 15 | 69 | 62 | +7  |
|        | 13.  | QPR               | 52 | 42 | 15 | 7  | 20 | 53 | 64 | -11 |
|        | 14.  | Southampton       | 46 | 42 | 12 | 10 | 20 | 51 | 62 | -11 |
|        | 15.  | Manchester City   | 45 | 42 | 11 | 12 | 19 | 43 | 57 | -14 |
|        | 16.  | Aston Villa       | 44 | 42 | 10 | 14 | 18 | 51 | 67 | -16 |
|        | 17.  | Coventry City     | 43 | 42 | 11 | 10 | 21 | 48 | 71 | -23 |
| [ 27 ] | 18.  | Oxford Utd        | 42 | 42 | 10 | 12 | 20 | 62 | 80 | -18 |
|        | 19.  | Leicester City    | 42 | 42 | 10 | 12 | 20 | 54 | 76 | -22 |
|        | 20.  | Ipswich Town      | 41 | 42 | 11 | 8  | 23 | 32 | 55 | -23 |
|        | 21.  | Birmingham City   | 29 | 42 | 8  | 5  | 29 | 30 | 73 | -43 |
|        | 22.  | West Bromwich     | 24 | 42 | 4  | 12 | 26 | 35 | 89 | -54 |

Legenda:
      Campione d'Inghilterra.
      Retrocesse in Second Division 1986-1987.
Regolamento:
Tre punti a vittoria, uno a pareggio, zero a sconfitta.
A parità di punti le squadre venivano classificate secondo la differenza reti.
Note:
Per effetto del bando dei club inglesi deciso dalla UEFA in seguito alla strage dell'Heysel, le seguenti squadre sono state escluse dalle competizioni continentali:
Liverpool (dalla Coppa dei Campioni 1986-1987)
Everton (dalla Coppa delle Coppe 1986-1987)
West Ham Utd, Manchester Utd, Sheffield Wednesday e Oxford Utd (dalla Coppa UEFA 1986-1987)

## Statistiche

### Squadre

#### Capoliste solitarie
|    | ——             | ——             | ——             | ——             | ——             | ——             | ——             | ——             | ——             | ——             | ——             | ——             | ——             | ——             | ——             | ——             | ——             | ——             | ——             | ——             | ——             | ——             | ——             | ——             | ——             | ——      | ——      | ——      | ——  | ——      | ——      | ——  | ——  | ——      | ——  | ——  | ——  | ——  | ——  | ——        | ——        | —— |  |
|    | Manchester Utd | Manchester Utd | Manchester Utd | Manchester Utd | Manchester Utd | Manchester Utd | Manchester Utd | Manchester Utd | Manchester Utd | Manchester Utd | Manchester Utd | Manchester Utd | Manchester Utd | Manchester Utd | Manchester Utd | Manchester Utd | Manchester Utd | Manchester Utd | Manchester Utd | Manchester Utd | Manchester Utd | Manchester Utd | Manchester Utd | Manchester Utd | Manchester Utd | Chelsea | Chelsea | Chelsea |     | Everton | Everton |     |     | Everton |     |     |     |     |     | Liverpool | Liverpool |    |  |
|    |                |                |                |                |                |                |                |                |                |                |                |                |                |                |                |                |                |                |                |                |                |                |                |                |                |         |         |         |     |         |         |     |     |         |     |     |     |     |     |           |           |    |  |
|    |                |                |                |                |                |                |                |                |                |                |                |                |                |                |                |                |                |                |                |                |                |                |                |                |                |         |         |         |     |         |         |     |     |         |     |     |     |     |     |           |           |    |  |
| 1ª | 2ª             | 3ª             | 4ª             | 5ª             | 6ª             | 7ª             | 8ª             | 9ª             | 10ª            | 11ª            | 12ª            | 13ª            | 14ª            | 15ª            | 16ª            | 17ª            | 18ª            | 19ª            | 20ª            | 21ª            | 22ª            | 23ª            | 24ª            | 25ª            | 26ª            | 27ª     | 28ª     | 29ª     | 30ª | 31ª     | 32ª     | 33ª | 34ª | 35ª     | 36ª | 37ª | 38ª | 39ª | 40ª | 41ª       | 42ª       |    |  |

#### Primati stagionali
- Maggior numero di vittorie: Liverpool, Everton, West Ham (26).
- Minor numero di sconfitte: Liverpool (6).
- Migliore attacco: Liverpool (89 gol fatti).
- Miglior difesa: Liverpool (37 gol subiti).
- Miglior differenza reti: Liverpool (+52).
- Maggior numero di pareggi: Aston Villa (14).
- Minor numero di pareggi: Birmingham City (5).
- Maggior numero di sconfitte: Birmingham City (29).
- Minor numero di vittorie: West Bromwich (4).
- Peggiore attacco: Birmingham City (30 gol fatti).
- Peggior difesa: West Bromwich (89 gol subiti).
- Peggior differenza reti: West Bromwich (−54).

### Individuali

#### Classifica marcatori
Fonte:
| Gol | Rigori |  | Giocatore         | Squadra           |
| --- | ------ |  | ----------------- | ----------------- |
| 30  |        |  | Gary Lineker      | Everton           |
| 26  |        |  | Frank McAvennie   | West Ham Utd      |
| 23  |        |  | Ian Rush          | Liverpool         |
| 23  | 5      |  | John Aldridge     | Oxford Utd        |
| 22  | 2      |  | Mick Harford      | Luton Town        |
| 20  |        |  | Tony Cottee       | West Ham Utd      |
| 19  |        |  | Alan Martin Smith | Leicester City    |
| 19  | 1      |  | Peter Beardsley   | Newcastle Utd     |
| 19  | 2      |  | Graeme Sharp      | Everton           |
| 18  |        |  | Mark Falco        | Tottenham         |
| 17  |        |  | Mark Hughes       | Manchester Utd    |
| 16  |        |  | Gary Bannister    | QPR               |
| 15  | 2      |  | Nigel Clough      | Nottingham Forest |